# Euxoa urbanoides
Euxoa urbanoides är en fjärilsart som beskrevs av Igor Kozhanchikov 1937. Euxoa urbanoides ingår i släktet Euxoa och familjen nattflyn. Inga underarter finns listade i Catalogue of Life.